# 楊祥發
楊祥發（1932年11月10日—2007年2月12日），臺灣科學家，乙烯生物合成途徑「楊氏循環」發現者，臺灣第一位以色列沃爾夫農業獎得主。

## 生平
台灣日治時期昭和7年（1932年）11月10日，楊祥發出生於臺南州臺南市東門町，後全家搬至立人街。小學就讀寶公學校，但1945年3月1日發生臺南大空襲而中斷，直到台灣光復後才陸續於台南一中完成國高中的學業。
楊祥發分別在1956年和1958年於國立臺灣大學農業化學系取得學士和碩士的學位。1959年隻身前往美國，3年後取得猶他州立大學生物化學所博士，之後在1962年至1965年間分別於加州大學戴維斯分校、紐約大學及加州大學聖地牙哥分校從事一年的博士後研究。
1966年起，楊祥發於加州大學戴維斯分校蔬菜學系擔任教授，從事植物荷爾蒙乙烯的研究，建立乙烯的生合成途徑及作用機制。因其卓越的成就，1982年獲選為「美國古根漢基金會院士」，1985年獲頒「國際植物生長素學會研究獎」；5年後獲選為「美國國家科學院」院士，1991年獲得全球農業最高榮譽之「以色列沃爾夫農業獎」；後年獲選為「中央研究院院士」並獲頒「美國園藝學會傑出研究獎」。
楊祥發在1994年於加州大學戴維斯分校退休，並被授予「名譽教授頭銜」，由香港科技大學邀請成為講座教授和授予「榮譽博士頭銜」；並受到曾榮獲諾貝爾化學獎的李遠哲邀請回台灣擔任中央研究院植物研究所所長，1996年出任副院長，1999年因健康因素退休，之後仍擔任植物研究所諮詢委員。
2007年2月12日，病逝於美國加利福尼亞州戴维斯，同年5月8日由時任中華民國總統陳水扁頒發「褒揚令」感謝楊祥發的研究貢獻；褒揚令全文為：

中央研究院前副院長楊祥發，資賦聰穎，才猷練達。早歲卒業國立臺灣大學，繼負笈留美，獲生物化學博士學位。專精植物生理學及生化學，尤以植物荷爾蒙乙烯生合成研究，獨步士林，譽滿寰宇，並廣泛應用於農作物，澤惠世人，成效卓著。曾膺選美國國家科學院、我國中央研究院院士，獲頒國際植物生長素學會研究獎、以色列沃爾夫農學獎等殊榮，實至名歸，聲華益懋。返國出任中央研究院植物研究所所長、副院長，擘劃藎籌，建樹良多。復應聘行政院科技顧問，主持農業生物技術國家型計畫，推動生物科技發展，穩固農業經濟基礎，遠矚高瞻，靖獻孔彰。綜其生平，盡瘁學術，利用厚生，碩望景行，允足垂範。茲聞溘逝，軫悼殊深，應予明令褒揚，以示政府篤念耆賢之至意。

總　　　統　陳水扁　　　　

行政院院長　蘇貞昌　　　　

## 貢獻與影響
楊祥發自1956年起，先後於國立臺灣大學農業化學研究所和美國加州大學戴維斯分校蔬菜作物系從事植物生物化學的研究工作，其最重要的研究貢獻為闡明植物荷爾蒙乙烯的生物合成途徑及作用，一生共發表過220篇以上關於植物生理學、生物化學及分子生物學領域的學術論文。現今在國際學術界和合成生物學的教科書，將乙烯生物合成循環命名為「楊氏循環」（Yang cycle）。
家人為了紀念楊祥發，2007年3月捐贈成立「財團法人楊祥發紀念教育基金會」，並由中央研究院每年定期舉辦「楊祥發農業生技紀念講座」及頒發「楊祥發院士傑出農業科學年輕學者獎」。另於同年10月9日捐贈美國加州大學戴維斯分校成立「楊祥發院士夫婦學術交流基金會」，目的是甄選該校在農業、生物和化學領域的優秀研究人才，提供參與中央研究院的研究機會；以及接待台灣的交流學者。

### 乙烯生物合成途徑

楊氏循環流程示意

植物荷爾蒙乙烯的生物合成途徑由楊祥發首先發現，一般稱為楊氏循環或甲硫胺酸循環（methionine cycle）。
楊祥發將甲硫胺酸或稱蛋胺酸（Met）先轉化為S-腺苷甲硫氨酸（SAM），并在ACC合成酶的作用下，生成1-氨基環丙烷-1-羧酸（ACC）及5'-甲硫腺苷（MTA）。MTA可藉由一系列的反應再轉化為Met，而構成循環。ACC則可以與氧氣反應，失去二氧化碳、氰化氫及水，得到乙烯，最終證明合成乙烯的前驅物是ACC。生成ACC的一步是反應的速率控制步驟，目前很多抑制植物成熟的轉基因方法，都是經由抑制ACC合成酶的作用而完成的。

## 外部連結
- 楊祥發基金會 （繁體中文）（页面存档备份，存于）